# アルフィアス・バブコック

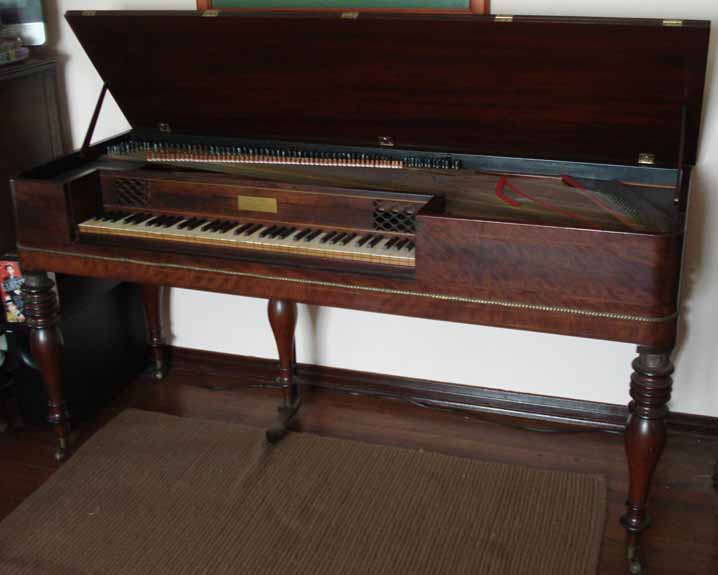
木製の響板と鋼鉄製の弦を備えたバブコック初期のピアノ

アルフィアス・バブコック（Alpheus Babcock 1785年 - 1842年）は、19世紀にアメリカ合衆国のボストンとフィラデルフィアで活躍したピアノと楽器の製造技師。スクエア・ピアノにおいて弦の張力に耐えるために用いられる単一鋳造の鋼鉄フレームに関する特許、そしてスクエア・ピアノの弦の張り方、アクションに関する特許によって知られている。

## 生涯
バブコックはドーチェスターに生まれた。1809年までに楽器職人のベンジャミン・クレホア（1828年没）の下で働いた。兄弟のルイスと共にボストンのニューベリー・ストリート、44½に工房と音楽関連の倉庫を構えるが、1812年にオルガン製造技師のトーマス・アップルトン（1785年-1872年）とミルク・ストリートの6で合名会社を営むようになる。1814年にルイスがこの世を去り、残った経営陣はチャールズ、エルナ・ヘイトと簡単な協業関係を結び、事業はMackay & Co.に引き継がれた。この時の共同経営者にはクレホアのかつての協力相手だったオルガン制作技師のウィリアム・グッドリッチ（1834年没）が加わっていた。さらに1817年にはジョシュア・スティーヴンズを職工長とするフランクリン・ミュージック・ウォーターハウスに改組され、ジョン・ロウの下、1823年に至るまでミルク・ストリートで事業を継続した。バブコックがこの期間もフィラデルフィアで働いていた可能性もあるが、1822年までにはボストンのマールボロ・ストリート11の裏で働き、翌年にケンブリッジ・ストリートのパークマンズ・マーケットに移っている。マッケイ社は1820年代を通じてバブコックとの提携を続け、多くの楽器に「for G. D. Mackay」、「for R. Mackay」という刻印がなされた。
バブコックはフィラデルフィアのフランクリン科学博物館で開催された博覧会で1824年、1825年と1827年に銀メダルを受賞、1825年には彼が特許を取得した一体鋳造鋼鉄フレームへの特別な言及があった。
1830年に再度フィラデルフィアへと移ったバブコックはこの時合衆国最大のピアノ製造者となり、自ら「cross stringing」と呼んだ機構の特許を取り、ハンマーに弾性の布製カバーを取り入れていた。彼は楽器の製造販売を行うジョン・C・クレムと共同で事業を展開、1832年の終わりまでにはチェストナット・ストリート142の倉庫で職長として働いていた。1833年のデイリー・クロニクルに掲載の広告で、彼は自らが鋼鉄のピアノフレームに関する製作権を専有していると宣伝している。バブコックは1833年のフランクリン科学博物館の博覧会において、フィラデルフィアのC.F.L.アルブレヒト、ニューヨークのNunns & Co.と並んで栄誉を得ている。
1837年にボストンへ戻ったバブコックは1830年に提携関係を構築していたチッカリング・アンド・マッケイズに雇用された。バブコックが行った改良はチッカリングが1850年代アメリカのピアノ製造業を牽引する原動力となっていくのであった。